# 7e régiment d'infanterie légère
Le 7e régiment d'infanterie légère (7e léger) est un régiment d'infanterie légère de l'armée française créé sous la Révolution à partir du bataillon de chasseurs d'Auvergne, un régiment français d'Ancien Régime lui-même issu du régiment de chasseurs à cheval des Pyrénées.

En 1854, il est transformé et prend le nom de 82e régiment d'infanterie.

## Création et différentes dénominations
- 1er mai 1788 : Formation des Chasseurs d'Auvergne constitués avec les compagnies d'infanterie attachées au régiment de chasseurs à cheval des Pyrénées
- 1791 : renommé 7e bataillon de chasseurs.
- 24 juin 1794 : devient la 7e demi-brigade légère de première formation
- 22 décembre 1796 : transformé en 7e demi-brigade légère de deuxième formation
- 1803 : renommée 7e régiment d'infanterie légère.
- 16 juillet 1815 : comme l'ensemble de l'armée napoléonienne, il est licencié à la Seconde Restauration.
- 11 août 1815 : création de la légion du Jura.
- 1820 : renommée 7e régiment d'infanterie légère.
- En 1854, l'infanterie légère est transformée, et ses régiments sont convertis en unités d'infanterie de ligne, prenant les numéros de 76 à 100. Le 7e régiment d'infanterie légère prend le nom de 82e régiment d'infanterie de ligne.

## Chefs de corps du7eléger
- 1813 : colonel Jean Vincent Autran
- 1850 : colonel Pierre Nicolas de Lisleferme

## Historique des garnisons, combats et batailles du7eléger
- 1793 :
  - 26 décembre : 2e bataille de Wissembourg
- 1830 : Une ordonnance du 6 septembre créé le 3e bataillon du 7e léger[1]

En avril 1834, il participe à la répression des émeutes, qui s'étendent à Paris, qui mène au massacre de la rue Transnonain.
- 1841 : garnison à Mont-Dauphin

### Second Empire
- 1851-1854 : conquête de l’Algérie
- Guerre de Crimée : bataille d'Inkerman, siège de Sébastopol
- En 1855, l'infanterie légère est transformée, et ses régiments sont convertis en unités d'infanterie de ligne, prenant les numéros de 76 à 100. Le 7e prend le nom de 82e régiment d’infanterie de ligne.
- En 1870, il est entièrement capturé pendant la bataille de Sedan. Son dépôt de réserve, à La Rochelle, forme plusieurs bataillons qui seront affectés à différents régiments[3].

## Sources et bibliographie
- Adrien Pascal, Germain-Nicolas Brahaut et François Sicard, Histoire de l'armée et de tous les régiments, vol. 4, Paris, Dutertre, 1864 (BNF 34081001, lire en ligne)
- Émile Mignot de Lyden, Nos 144 Régiments de ligne, Paris, La Librairie illustrée, 1888 (BNF 34076285, lire en ligne)